# Sprechtempo
Das Sprechtempo beschreibt die Schnelligkeit des Sprechens einer Person. Das Sprechtempo ist ein Maß zur Messung der Sprechgeschwindigkeit. Geschwindigkeit ist allgemein betrachtet eine Leistungsgröße und gibt eine definierte Veränderung in einer Zeitspanne an. Hier wird die Anzahl von Wörtern pro Minute (W/min.) gemessen. Für einen deutschen Sprecher ist ein Wert zwischen 90 und 120 Wörter pro Minute im Referenzbereich. Das Sprechtempo hängt mit der Artikulation zusammen. Äußert sich ein Sprecher in einer angemessenen Redegeschwindigkeit, wird er in der Regel auch besser verstanden. Es variiert je nach Stimmung aber auch nach Sprachkenntnis der jeweilig sprechenden Person.

## Bedeutung
Das Sprechtempo ist relevant für erfolgreiche Kommunikation. Es beeinflusst auch die Botschaft die der Sprechende übermitteln möchte. Spricht der Sprechende zu schnell so kann es zu Missverständnissen und sogar misslungener Kommunikation kommen. Spricht der Sprechende zu langsam, so kann der Empfänger gelangweilt reagieren und die Kommunikation misslingt ebenfalls.
Das Sprechtempo ist ein Aspekt der Paraverbalen Kommunikation. Es ist aber auch gewissermaßen die Schnittstelle zwischen dem Artikulationsorgan einerseits, der Neurophonetik, der Neurolinguistik also der Sprachverarbeitung im weitesten Sinne und anderseits der Sprache selbst.
Bei der Vorbereitung z. B. von Predigten ist deren voraussichtliche Dauer ein wichtiger Aspekt. Laut Franz Graf-Stuhlhofer entsprechen 120 laut gesprochene Wörter einer Minute. Wer seine Predigt bei der Vorbereitung wörtlich ausformuliert, kann in einem Textverarbeitungsprogramm die voraussichtliche Dauer der Predigt abschätzen und kann diese gegebenenfalls – durch Kürzen oder Erweitern – noch ändern. Das gilt natürlich nicht nur für Predigten, sondern ebenso für Vorträge oder Ansprachen. Eine Untersuchung freikirchlicher Predigten ergab unterschiedliche Sprechtempos, von etwa 100 Wörtern bis zu 160 Wörtern pro Minute, im Schnitt etwas mehr als 120 Wörter.

## Messung des Sprechtempos
Die Sprechgeschwindigkeit lässt sich in erster Betrachtung durch die Anzahl der innerhalb einer Minute gesprochenen Wörter angeben. Anstelle von Wörtern können aber auch verschiedene andere sprachliche Einheiten, wie etwa Sprachlaute, Silben oder Morpheme pro Sekunde bzw. Minute gemessen werden. Hohe Sprechgeschwindigkeiten sind also vorwiegend von überdurchschnittlichen Wort-, Silben- und Phonraten (Sprachprodukte pro Zeitspanne) begleitet und niedrige Sprechgeschwindigkeiten eher von unterdurchschnittlichen Raten. In der Linguistik ist das Phon – die kleinste unterscheidbare „Lauteinheit im Lautkontinuum“ – ein minimales Schallsegment, das noch als selbständig wahrgenommen wird.
Sowohl die Silben- als auch die Phonraten sind mittels elektronisch-digitaler Verfahren zur Untersuchung der phonetische Zwecke einigermaßen genau messbar. Da aber kein Verfahren sämtliche in einem Sprachsignal oder einer Sentenz verborgenen Hinweise auf Silben und Phone bestimmen kann, ist ein gewisser Fehleranteil unvermeidlich.
Man muss aber bedenken, dass die Silben- und Phonraten nur mäßig miteinander korrelieren. Jedes Wort setzt sich in verschiedener Weise aus Silben zusammen, deren Phonstrukturen wiederum unterschiedlich komplex ist. Hieraus resultiert ein von Wort zu Wort variierendes Verhältnis zwischen Silben- und Phonraten.
Allgemein lässt sich die Sprachgeschwindigkeit nach Scherz-Schade durch fünf Faktoren bestimmen:
Artikulationsgeschwindigkeit
errechnet sich aus der Anzahl der Silben pro Zeitspanne zwischen den Artikulationspausen. Mit anderen Worten, die Artikulationspausen sind nicht mit einbezogen. Diese Zahl kann auch einen Hinweis auf die Artikulationsgenauigkeit bzw. Bewegungsgeschwindigkeit der Artikulatoren geben.
Pausendauer
gibt die Zeit zwischen zwei artikulatorischen Phrasen an.
Sprechgeschwindigkeit
errechnet sich aus der Anzahl der Silben pro gesamter Sprechzeit: auch die Pausenzeit zwischen zwei Artikulationseinheiten ist hier mit einbezogen. Diese Zahl beinhaltet somit die Artikulationsgeschwindigkeit und die Pausendauer.
Artikulatorische Phrasenlänge
gibt die Anzahl der Silben zwischen zwei Pausen an. Diese Zahl wirkt sich direkt auf die Artikulationsgeschwindigkeit aus, weil kurze artikulatorische Phrasen langsamer als längere Phrasen artikuliert werden. Diese Zahl steht oft in Beziehung zur inhaltlichen Komplexität des versprachlichten Textes.
Pausenzeitanteil
gibt das prozentuale Verhältnis der Pausenzeit zur Gesamtsprechzeit an.

## Einzelbelege
1. ↑  Franz Graf-Stuhlhofer: Basis predigen. Grundlagen des christlichen Glaubens in Predigten, dazu eine didaktische Homiletik für Fortgeschrittene. VTR, Nürnberg 2010, S. 195.
2. ↑  Christian Bensel: Linguistische Notizen zu Predigten in den „Freikirchen in Österreich“. In: Christian Bensel, Jonathan Mauerhofer (Hrsg.): Predigt zwischen Anspruch und Wirklichkeit. VTR, Nürnberg 2016, S. 14–33, dort 19.
3. ↑  Ulrike Franke, H. Lorenzen: Logopädisches Handlexikon. Reinhardt, München/Basel 1978, ISBN 3-497-00787-0, Artikel: Sprechtempo.
4. ↑  Phon auch: Laut, Sprachlaut
5. ↑  Michael Dürr, Peter Schlobinski: Deskriptive Linguistik. Vandenhoeck & Ruprecht, Göttingen 2006, ISBN 3-525-26518-2, S. 299.
6. ↑  H. R. Pfitzinger: Two approaches to speech rate estimation. In: Proceedings of the Sixth Australian International Conference on Speech Science and Technology. Adelaide 1996, S. 421–426 (englisch).
7. ↑  Sven Scherz-Schade: Deutsche Radio-Nachrichten. Der Wandel ihres Sprachgebrauchs 1932–2001. Berlin 2004 (tu-berlin.de [PDF]).